# Ungarische Fußballnationalmannschaft/Europameisterschaften
Der Artikel beinhaltet eine ausführliche Darstellung der ungarischen Fußballnationalmannschaft bei Europameisterschaften. Ungarn nimmt 2024 zum fünften Mal an einer Endrunde teil und erreichte 1964 mit dem dritten Platz die bisher beste Platzierung. Nach 1972 konnte sich Ungarn 44 Jahre lang nicht mehr qualifizieren und scheiterte auch dreimal bei der Bewerbung um die Ausrichtung, für die sich Ungarn einmal allein und je einmal zusammen mit Österreich und mit Kroatien beworben hatte. Bei der wegen der COVID-19-Pandemie ins Jahr 2021 verschobenen paneuropäischen Endrunde stellte Ungarn eine Spielstätte.

## Übersicht
Ungarn erreichte je zweimal die Endrunde mit vier Teilnehmern und mit 24 Teilnehmern, konnte sich aber nie für eine Endrunde mit acht oder 16 Teilnehmern qualifizieren.
| Jahr | Gastgeberland           | Teilnahme bis …    | Letzte(r) Gegner                  | Ergebnis | Trainer          | Bemerkungen und Besonderheiten |
| ---- | ----------------------- | ------------------ | --------------------------------- | -------- | ---------------- | --- |
| 1960 | Frankreich              | nicht qualifiziert |                                   |          |                  | Im Achtelfinale am späteren Europameister UdSSR gescheitert. |
| 1964 | Spanien                 | Spiel um Platz 3   | Dänemark                          | Dritter  | Lajos Baróti     | Im Halbfinale verlor Ungarn erst in der Verlängerung gegen den Gastgeber und späteren Europameister Spanien |
| 1968 | Italien                 | nicht qualifiziert |                                   |          |                  | Im Viertelfinale am späteren Vierten UdSSR gescheitert. |
| 1972 | Belgien                 | Spiel um Platz 3   | Belgien                           | Vierter  | Rudolf Illovszky | Im Halbfinale scheiterte Ungarn erneut an der UdSSR |
| 1976 | Jugoslawien             | nicht qualifiziert |                                   |          |                  | In der Qualifikation an Wales gescheitert, das sich auch nicht für die Endrunde qualifizieren konnte. |
| 1980 | Italien                 | nicht qualifiziert |                                   |          |                  | In der Qualifikation an Griechenland gescheitert |
| 1984 | Frankreich              | nicht qualifiziert |                                   |          |                  | In der Qualifikation an Dänemark gescheitert |
| 1988 | BR Deutschland          | nicht qualifiziert |                                   |          |                  | In der Qualifikation am späteren Europameister Niederlande gescheitert |
| 1992 | Schweden                | nicht qualifiziert |                                   |          |                  | In der Qualifikation an der UdSSR gescheitert. |
| 1996 | England                 | nicht qualifiziert |                                   |          |                  | In der Qualifikation an der Schweiz und der Türkei gescheitert. |
| 2000 | Niederlande und Belgien | nicht qualifiziert |                                   |          |                  | In der Qualifikation an Rumänien und Portugal gescheitert. |
| 2004 | Portugal                | nicht qualifiziert |                                   |          |                  | In der Qualifikation an Schweden und Lettland gescheitert. |
| 2008 | Österreich und Schweiz  | nicht qualifiziert |                                   |          |                  | In der Qualifikation an Griechenland und der Türkei gescheitert. |
| 2012 | Polen und Ukraine       | nicht qualifiziert |                                   |          |                  | In der Qualifikation an den Niederlanden und Schweden gescheitert. |
| 2016 | Frankreich              | Achtelfinale       | Belgien                           | 13.      | Bernd Storck     | Ungarn erreicht nach einem Sieg gegen Dauergegner Österreich sowie Remis gegen Island und Portugal als Gruppensieger das Achtelfinale. |
| 2021 | Europa                  | Vorrunde           | Portugal, Frankreich, Deutschland | 20.      | Marco Rossi      | Ungarn stellte mit der im November 2019 eröffneten Puskás Aréna eine Spielstätte für drei Gruppenspiele und ein Achtelfinalspiel, musste sich aber wie alle anderen UEFA-Mitglieder für die EM qualifizieren. Nachdem die Mannschaft sich nicht direkt qualifizieren konnte, hatte sie noch die Chance sich in den Playoffs zu qualifizieren. Dies gelang durch ein Tor in der letzten Minute des Play-off-Finales gegen Island |
| 2024 | Deutschland             | Vorrunde           | Deutschland, Schottland, Schweiz  | 18.      | Marco Rossi      | Gegner in der Qualifikation waren Serbien, Montenegro, Litauen und Bulgarien. |

## Endrunden mit vier Teilnehmern

### EM 1960
Für die Fußball-Europameisterschaft 1960, die noch als „Europapokal der Nationen“ ausgetragen wurde, hatte auch der ungarische Fußballverband seine Nationalmannschaft gemeldet. Im Achtelfinale trafen die von Lajos Baróti trainierten Ungarn auf die UdSSR und verloren das Hinspiel in Moskau mit 1:3, wobei János Göröcs mit dem ersten Qualifikationstor zum 1:3 nur noch eine Ergebnisverbesserung gelang. Auch das Rückspiel in Budapest wurde mit 0:1 verloren. Dabei standen noch zwei Spieler, József Bozsik und Gyula Grosics, aus dem Kader des WM-Finales von 1954 und mit Flórián Albert ein aufgehender Stern auf dem Platz, der gegen die UdSSR sein zweites Länderspiel machte und zwei Jahre später zu den sechs besten Torschützen der Fußball-Weltmeisterschaft 1962 gehörte. Die UdSSR erreichte dann auch die Endrunde und wurde dort erster Meister.

### EM 1964
1964 wollten dann schon mehr Mannschaften teilnehmen, weshalb es zunächst eine Vorrunde gab. In dieser trafen die Ungarn auf Wales. Nach einem 3:1 in Budapest und einem 1:1 im Rückspiel standen die Ungarn im Achtelfinale. Dort trafen sie auf die DDR. Nach einem 2:1 in Ostberlin reichte ein 3:3 im Rückspiel für das Weiterkommen. Im Viertelfinale war dann Frankreich der Gegner. Die Ungarn gewannen zunächst in Paris mit 3:1 und dann das Rückspiel in Budapest mit 2:1, obwohl die Franzosen bereits in der zweiten Minute in Führung gegangen waren. Damit hatten sie die Endrunde erreicht, die in Spanien stattfand. In ihrem ersten Endrunden-Spiel trafen sie dann auf den Gastgeber Spanien. Die Spanier gingen zwar in der 35. Minute in Führung, Ferenc Bene konnte aber in der 84. Minute ausgleichen. Dabei blieb es bis zum Ende der regulären Spielzeit. In der Verlängerung gelang den Spaniern dann noch der Siegtreffer. Im Spiel um Platz 3 trafen die Ungarn dann auf Dänemark, das sich überraschend für die Endrunde qualifiziert hatte. Diesmal brachte Bene die Ungarn früh in Führung und die Dänen konnten spät ausgleichen. Dezső Novák sorgte dann mit zwei Toren in der Verlängerung für den ungarischen Sieg und die beste Platzierung bei einer Europameisterschaft. Acht Spieler des Kaders standen dann auch im Kader, der vier Monate später bei den Olympischen Spielen die Goldmedaille holte.

### EM 1968
1968 wurden dann erstmals Qualifikationsspiele mit mehreren Vierer- und einer Dreiergruppe angesetzt. Ungarn, das nun von Rudolf Illovszky trainiert wurde, musste in einer Vierergruppe gegen die DDR, die Niederlande und Dänemark antreten. Ungarn setzte sich als Gruppensieger durch, was schon vor dem letzten Spiel, einem 0:1 in der DDR, feststand. Danach übernahm aber Károly Sós das Traineramt. Im Viertelfinale trafen sie dann auf die UdSSR. Zwar wurde das Hinspiel mit 2:0 gewonnen, durch ein 0:3 im Rückspiel schieden die Ungarn aber aus. Die UdSSR wurde dann nach Lospech im Halbfinale nur Vierter.

### EM 1972
In der Qualifikation für die EM-Endrunde 1972 musste Ungarn, das nun von József Hoffer trainiert wurde, gegen Bulgarien, Frankreich und Norwegen antreten. Ungarn erreichte in den sechs Spielen vier Siege, spielte einmal remis und verlor nur in Bulgarien, wonach Rudolf Illovszky wieder Trainer wurde. Da Bulgarien dann das letzte Spiel gegen Frankreich gewann, hatten die Ungarn am Ende zwei Punkte mehr als beide und wurden Gruppensieger. Im Viertelfinale trafen sie dann auf Rumänien. Nachdem beide in ihren Heimspielen nur remis spielten und Auswärtstore noch nicht zählten, gab es ein Entscheidungsspiel in Belgrad, das die Ungarn mit 2:1 gewannen. Bei der Endrunde in Belgien trafen sie mal wieder auf die UdSSR und verloren das Halbfinalspiel mit 0:1, wobei Sándor Zámbó kurz vor Schluss mit einem Foulelfmeter an Jewgeni Rudakow scheiterte. Das Spiel um den dritten Platz verloren sie dann gegen Gastgeber Belgien mit 1:2 und verabschiedeten sich damit für mindestens 44 Jahre von der EM-Bühne. Aber neun Spieler konnten drei Monate später bei den Olympischen Spielen noch die Silbermedaille gewinnen.

### EM 1976
1976 wurde die Endrunde letztmals mit vier Mannschaften ausgetragen. Ungarn musste nun ohne Flórián Albert auskommen, der 1974 – nachdem er sich in einem Länderspiel eine schwere Verletzung zugezogen hatte – seine Karriere als Fußballspieler beendet hatte. Beim ersten Qualifikationsspiel wurden sie von Ede Moór trainiert, der dann aber trotz eines 4:2-Siegs in Luxemburg von Lajos Baróti abgelöst wurde. Am Ende belegte Ungarn in der Qualifikationsgruppe 2 hinter Wales vor den punktgleichen Österreichern und Luxemburg, das alle Spieler verloren hatte, nur Platz 2. Dabei hatten die Ungarn beide Spiele gegen Wales verloren, das im Viertelfinale am späteren Ausrichter der Endrunde Jugoslawien scheiterte. Baroti blieb danach zunächst im Amt und führte Ungarn zur WM 1978.

## Endrunden mit acht Teilnehmern

### EM 1980
Für die Europameisterschaft in Italien, die erstmals mit acht Mannschaften ausgetragen wurde, mussten die nun von Ferenc Kovács trainierten Ungarn in der Qualifikation gegen Griechenland, Finnland und die UdSSR antreten. In einer überraschend ausgeglichenen Gruppe hatten die Griechen am Ende einen Punkt mehr als Ungarn und Finnland sowie zwei mehr als die UdSSR und fuhren damit erstmals zu einem großen Fußballturnier, wo sie aber in der erstmals ausgetragenen Gruppenphase scheiterten.

### EM 1984
In der Qualifikation für die Europameisterschaft in Frankreich musste sich Ungarn, das nun von Kálmán Mészöly trainiert wurde, mit Dänemark, England, Griechenland und Luxemburg auseinandersetzen. Ungarn gewann aber lediglich die beiden Spiele gegen Luxemburg mit 6:2, das auch alle anderen Spiele verlor, und das Heimspiel gegen Dänemark. Damit wurde Ungarn nur Vierter. Dabei hatte es auch nicht geholfen, dass nach einem 1:3 in Dänemark György Mezey neuer Nationaltrainer wurde. Unter ihm gelang dann zwar noch der Sieg gegen Dänemark. Der brachte den Ungarn aber nichts mehr und die Dänen konnten die Niederlage verkraften. Sie fuhren als Gruppensieger zur Endrunde, wo sie mit erfrischendem Fußball das Halbfinale erreichten. Mezey blieb aber im Amt und führte Ungarn zu seiner bis heute letzten WM-Teilnahme.

### EM 1988
Für die EM 1988 musste sich Ungarn gegen die Niederlande, wieder Griechenland, Polen und Zypern qualifizieren. Während sich die Niederländer mit sechs Siegen und zwei Remis Platz 1 sicherten, nahmen sich Griechen, Ungarn und Polen gegenseitig Punkte ab. Begonnen hatten die Ungarn die Qualifikation mit Imre Komora als Trainer, der aber nach den beiden Auftaktniederlagen von József Verebes abgelöst wurde, der seinerseits auch nach drei Qualifikationsspielen von József Garami beerbt wurde. Da ihm die Wende dann auch nicht gelang, endete seine Amtszeit danach. Die Niederländer konnten dann bei der Endrunde erstmals einen großen Titel gewinnen.

### EM 1992
Für die EM 1992 musste sich Ungarn, das nun von Kálmán Mészöly gecoacht wurde, gegen die Sowjetunion, Italien, Norwegen und Zypern qualifizieren. Ungarn verlor zwar nur in Italien und das Heimspiel gegen die UdSSR, konnte aber nur beide Spiele gegen Zypern gewinnen und spielte ansonsten viermal remis. Das reichte nur zum vierten Platz und vor dem letzten Spiel wurde Mészöly durch Róbert Glázer ersetzt. Die UdSSR, die mit dem letzten Gruppenspiel gegen Zypern ihr letztes Länderspiel bestritt, nahm nach ihrem endgültigen Zerfall als Gemeinschaft unabhängiger Staaten an der EM-Endrunde in Schweden teil, schied dort aber in der Gruppenphase aus.

## Endrunden mit 16 Teilnehmern

### EM 1996
Für die EM 1996, die erstmals mit 16 Mannschaften ausgetragen wurde, mussten sich die nun wieder von Kálmán Mészöly (er war auf den Rumänen Emerich Jenei gefolgt, dem ersten nichtungarischen Nationaltrainer der Ungarn, der aber in der Qualifikation für die WM 1994 gescheitert war) trainierten Ungarn in einer Gruppe mit der Schweiz, der Türkei, Schweden und Island qualifizieren. Ungarn gewann nur die Heimspiele gegen Schweden und Island – jeweils mit 1:0. Hinzu kamen noch zwei Punkte aus Remisspielen. Dem gegenüber standen aber vier Niederlagen, womit Ungarn wieder nur Vierter wurde. Dagegen konnten sich die Schweiz und die Türkei erstmals für die Endrunde qualifizieren, scheiterten aber in der Gruppenphase. Mészöly räumte nach dem Qualifikationsaus seinen Posten, seinem Nachfolger János Csank gelang es aber auch nicht, die Ungarn zur WM 1998 zu führen, so dass anschließend Bertalan Bicskei den Posten übernahm.

### EM 2000
Auch unter Bicskei konnte sich Ungarn nicht für die EM 2000 qualifizieren. Diesmal waren Rumänien, Portugal und die Slowakei stärker. Lediglich beide Spiele gegen Aserbaidschan und das Heimspiel gegen Liechtenstein wurden gewonnen. In Liechtenstein reichte es dagegen nur zu einem 0:0. Als Vierter hatten die Ungarn dann halb so viele Punkte wie Gruppensieger Rumänien und 11 Punkte weniger als der Zweite Portugal, der als bester Gruppenzweiter auch zur EM fuhr. Bertalan Bicskei blieb zunächst im Amt, konnte dann aber Ungarn nicht zur WM 2002 führen und wurde darauf von Imre Gellei abgelöst.

### EM 2004
Für die EM 2004 hatte sich auch Ungarn in einer Gemeinschaftsbewerbung mit Österreich beworben, die Zusage erhielt aber Portugal. Daher musste Ungarn wieder in die Qualifikation.
In der Qualifikation traf Ungarn auf Schweden, überraschend starke Letten sowie Polen und erstmals San Marino. Ungarn gewann nur beide Spiele gegen San Marino, das alle Spiele verlor, und das Heimspiel gegen Lettland, spielte zweimal remis und verlor drei Spiele. Damit reichte es wieder nur zum vierten Platz. Schweden qualifizierte sich direkt als Gruppensieger, Lettland über die Playoffs der Gruppenzweiten gegen den WM-Dritten Türkei. Gellei verlor seinen Posten als Nationaltrainer und wurde von Lothar Matthäus abgelöst, unter dem aber die Qualifikation für die WM 2006 verpasst wurde.

### EM 2008
Für die Europameisterschaft 2008 hatte sich auch Ungarn, diesmal allein beworben, scheiterte aber an der Gemeinschaftsbewerbung von Österreich und der Schweiz und musste sich daher wieder sportlich qualifizieren. Ungarn begann die Qualifikation mit Péter Bozsik als Nationaltrainer und traf in einer Siebenergruppe auf Titelverteidiger Griechenland, die Türkei, Norwegen, Bosnien und Herzegowina, Moldau und Malta. Ungarn begann mit einer 1:4-Heimpleite gegen Norwegen, konnte dann zwar in Zenica 3:1 gegen Bosnien und Herzegowina gewinnen, verlor aber danach das Heimspiel gegen die Türkei und auf Malta. Daraufhin wurde Bozsik von Péter Várhidi abgelöst. Ihm gelang es aber auch nicht, die Wende zu vollziehen und am Ende wurde Ungarn nur Vorletzter der Gruppe und hatte nur ein Tor mehr als Malta erzielt. Griechenland qualifizierte sich als Gruppensieger für die EM, konnte den Erfolg von 2004 aber nicht wiederholen und schied nach drei Niederlagen in der Gruppenphase aus. Die Türkei war als Gruppenzweiter ebenfalls qualifiziert und erreichte bei der EM das Halbfinale, wo sie durch ein Last-minute-Tor von Philipp Lahm gegen Deutschland verloren.

### EM 2012
Für die EM 2012 hatte sich Ungarn nochmals, diesmal zusammen mit Kroatien beworben, sie verloren aber in der zweiten Abstimmungsrunde gegen die Gemeinschaftsbewerbung von Polen und der Ukraine. Damit mussten die nun von Sándor Egervári trainierten Ungarn in der Qualifikation gegen die Niederlande, Schweden, Finnland, Moldau und San Marino antreten. Ungarn verlor nur das erste Spiel in Schweden und beide Spiele gegen die Niederländer. Damit reichte es aber nur zum dritten Platz, was aber eine Steigerung gegenüber den vorherigen Qualifikationen bedeutete. Die Niederländer und Schweden scheiterten dann aber in starken Gruppen bereits in der Vorrunde der EM. Egervári blieb zunächst im Amt, nach einem 1:8 gegen die Niederlande in der Qualifikation für die WM 2014, der höchsten Niederlage in der ungarischen Länderspielgeschichte trat er aber zurück.

## Endrunden mit 24 Teilnehmern

### EM 2016
An der EM nehmen erstmals 24 Mannschaften teil. Für die Auslosung der Qualifikationsgruppen, die am 23. Februar 2014 erfolgte, waren die Ungarn in Topf 2 gesetzt. Ungarn wurde in Gruppe F mit Griechenland gelost und erhielt als weitere Gruppengegner Rumänien, Nordirland, Finnland sowie die Färöer zugelost.
Die zunächst von Attila Pintér trainierten Ungarn starteten mit einer 1:2-Heimniederlage gegen Nordirland, woraufhin Pál Dárdai das Amt des Nationaltrainers übernahm, der gleichzeitig zunächst Trainer der U-15-Mannschaft von Hertha BSC und später Cheftrainer der Bundesligamannschaft der Berliner wurde, und diese vor dem Abstieg in die zweite Bundesliga bewahrte. Unter ihm reichte es in Rumänien auch nur zu einem 1:1 und auf den Färöer nur zu einem 1:0. Nach zwei 1:0-Siegen gegen Finnland und einem torlosen Remis gegen Griechenland belegte Ungarn vor den abschließenden Spielen im Herbst 2015 dennoch den dritten Platz, da insbesondere die Griechen sehr schlecht starteten. Im Juli 2015 übernahm dann Bernd Storck, der zunächst im März als Sportdirektor verpflichtet worden war, das Traineramt. Beim ersten Spiel unter seiner Leitung reichte es aber nur zu einem torlosen Remis gegen Rumänien und auch das nächste Spiel in Nordirland endete 1:1. Mit einem 2:1 gegen die Färöer nach 0:1-Rückstand wurde der dritte Platz zwar gefestigt und da die Rumänen gegen Finnland nur ein 1:1 erreichten, bestand noch die Hoffnung am letzten Spieltag am Nachbarn vorbeizuziehen. Da die Rumänen aber auf den Färöer-Inseln gewannen, während den Griechen gegen Ungarn ihr einziger Sieg gelang, blieben die Ungarn auf Platz 3. Vor den letzten noch ausstehenden Spielen anderer Gruppen waren die Ungarn zwar bester Gruppendritter, da aber die Türken gegen Island und gleichzeitig die Kasachen in Lettland gewannen, verdrängten die Türken die Ungarn noch, so dass sie den Weg über die Playoffs gegen Norwegen gehen mussten. Mit einem 1:0 im Auswärtsspiel am 12. November gelang den Ungarn, bei denen Torwart Gábor Király sein 100. Länderspiel bestritt, eine gute Ausgangsbasis für das Rückspiel, das sie dann mit 2:1 gewannen und sich damit nach 44 Jahren wieder für die Endrunde qualifizierten. Für die am 12. Dezember 2015 stattfindende Auslosung war Ungarn Topf 3 zugeordnet und wurde der Gruppe mit Portugal, Österreich und WM-Neuling Island zugelost. Nach einem Sieg gegen Österreich reichten den Ungarn zwei Remis gegen die beiden anderen Gruppengegner um als Gruppensieger erstmals seit 1966 wieder bei einem großen Turnier die Gruppenphase zu überstehen. Im Achtelfinale kam dann mit einem 0:4 gegen Belgien das Aus.

### EM 2021
Für die paneuropäische EM hatte sich Ungarn mit dem neuen Nationalstadion, der im November 2019 fertiggestellten Puskás Aréna als Spielstätte für drei Gruppenspiele und ein K.-o.-Spiel beworben und erhielt die Zusage für drei Gruppenspiele und ein Achtelfinalspiel. Wie alle anderen Ausrichterländer, musste sich aber auch Ungarn noch qualifizieren. Gruppengegner waren Kroatien, Wales, die Slowakei und Aserbaidschan. Die Ungarn, die seit September 2018 von Marco Rossi trainiert werden, verloren zum Auftakt in der Slowakei mit 0:2. Nach Siegen gegen die anderen Gruppengegner verloren sie das Rückspiel gegen die Slowakei und in Kroatien. Nach einem Sieg gegen Aserbaidschan hatten sie am letzten Spieltag noch die Chance sich direkt zu qualifizieren. Dazu mussten sie aber in Wales gewinnen, was aber nicht gelang. Als Zweiter ihrer Gruppe in der UEFA Nations League 2018/19 hatten sie aber noch die Chance sich über die Playoffs im Oktober 2020 zu qualifizieren. Dabei schlugen sie zunächst auswärts die Bulgaren mit 3:1 und gewannen dann das Final-Heimspiel gegen Island nach frühem Rückstand durch Tore in der 88. und 90. Minute. Bei der Endrunde spielten sie in der Gruppe mit Deutschland, Weltmeister Frankreich und Titelverteidiger Portugal und hatten gegen die beiden Letzteren Heimrecht. Gegen Deutschland war es das erste Pflichtspiel seit dem verlorenen WM-Finale von 1954. Nach einer 0:3-Niederlage gegen Portugal reichten Remis gegen Frankreich (1:1) und Deutschland (2:2), wobei sie jeweils in Führung gingen, nicht zum Weiterkommen.

### EM 2024
Für die zweite EM in Deutschland mussten sich die Ungarn in einer Gruppe mit Serbien, Montenegro, Litauen und Bulgarien qualifizieren. Dabei blieben die Ungarn ungeschlagen, gewannen fünf Spiele und spielten dreimal remis, wodurch sie Gruppensieger wurden. Bei der Endrundengruppenauslosung am 2. Dezember 2023 wurden sie in die Gruppe mit Gastgeber Deutschland gelost. Weitere Gegner waren die Schotten und die Schweizer, zweithäufigster Gegner der Ungarn, aber bei Turnieren nur im Viertelfinale der WM 1938 Gegner. Nach einer 1:3-Niederlage gegen die Schweiz und einer 0:2-Niederlage gegen Deutschland – erste Pflichtspielniederlage gegen Deutschland seit dem WM-Finale 1954 – wurde durch ein Tor in der zehnten Minute der Nachspielzeit mit 1:0 gegen Schottland gewonnen, wodurch die Ungarn Gruppendritte wurden. Am Ende reichte es nicht, um als einer der vier besten Gruppendritten ins Achtelfinale zu ziehen.

## Spieler mit den meisten Einsätzen bei Europameisterschaften

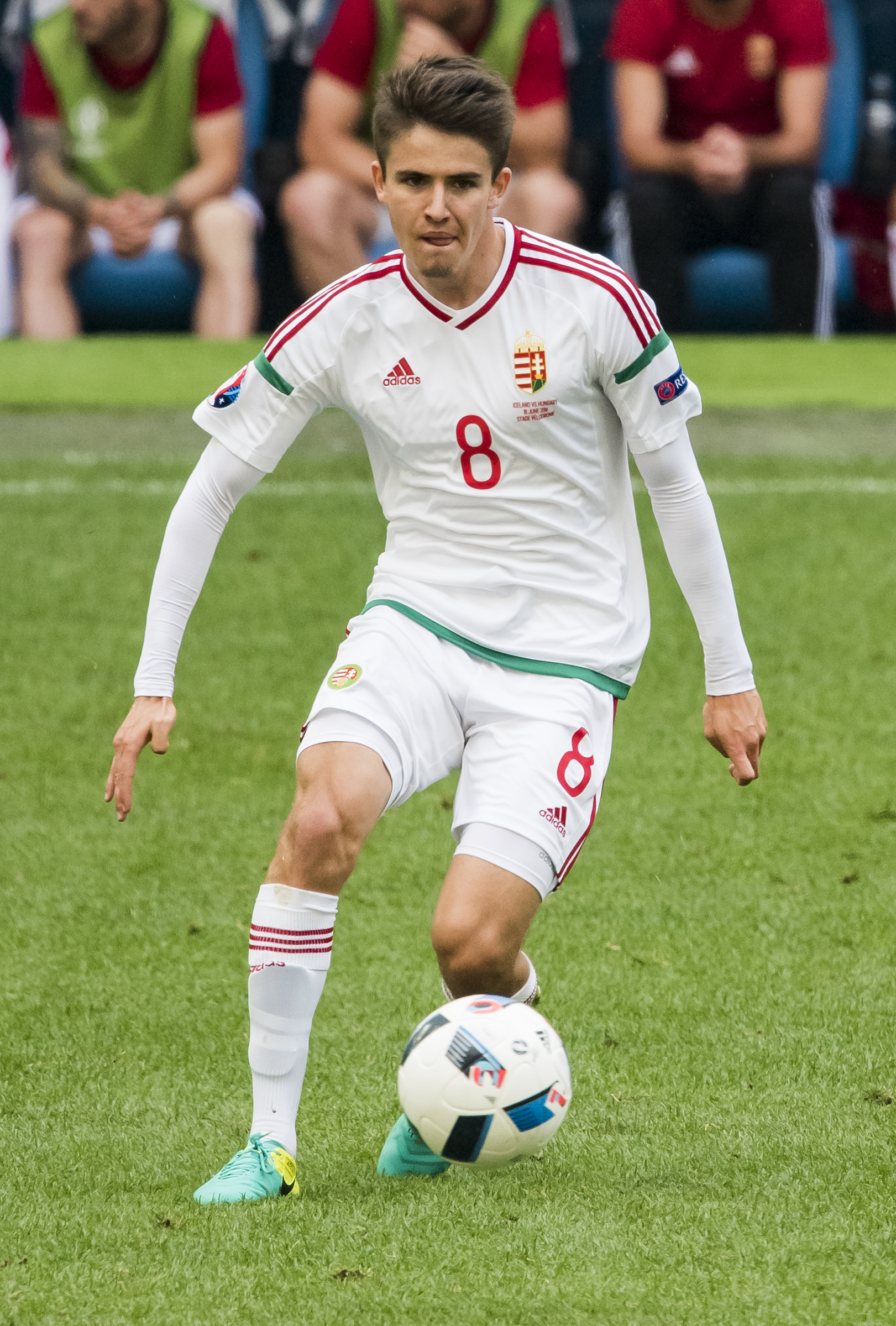
Ádám Nagy (re.), Spieler mit den meisten EM-Spielen für Ungarn

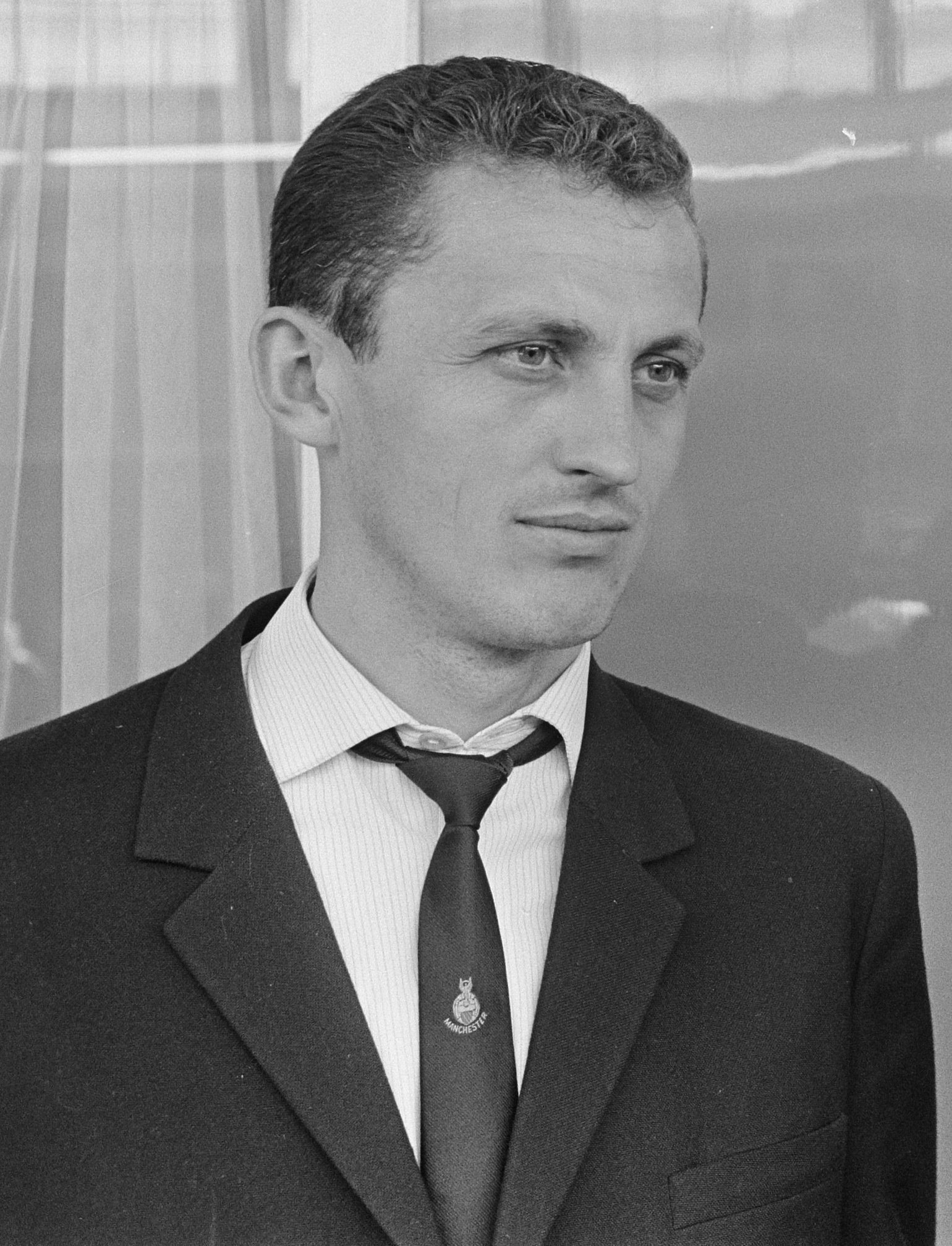
Flórián Albert, einziger Ungar, der in den ersten vier Spielen zum Einsatz kam

| Spiele | Spieler             | Jahr (Spiele)                |
| ------ | ------------------- | ---------------------------- |
| 9      | Ádám Nagy           | 2016 (3), 2021 (3), 2024 (3) |
| 7      | Ádám Szalai         | 2016 (4), 2021 (3)           |
|        | László Kleinheisler | 2016 (2), 2021 (3), 2024 (2) |
| 6      | Attila Fiola        | 2016 (1), 2021 (3), 2024 (2) |
|        | Willi Orban         | 2021 (3), 2024 (3)           |
|        | Roland Sallai       | 2021 (3), 2024 (3)           |
|        | András Schäfer      | 2021 (3), 2024 (3)           |
|        | Péter Gulácsi       | 2016 (0), 2021 (3), 2024 (3) |
| 5      | Gergő Lovrencsics   | 2016 (2), 2021 (3)           |
|        | Ádám Lang           | 2016 (4), 2024 (1)           |
|        | Attila Szalai       | 2021 (3), 2024 (2)           |
| 4      | Flórián Albert †    | 1964 (2), 1972 (2)           |
|        | Balázs Dzsudzsák    | 2016 (4)                     |
|        | Zoltán Gera         | 2016 (4)                     |
|        | Richárd Guzmics     | 2016 (4)                     |
|        | Gábor Király        | 2016 (4)                     |
|        | Nemanja Nikolics    | 2016 (2), 2021 (2)           |
|        | Endre Botka         | 2021 (3), 2024 (1)           |
| 3      | Ferenc Bene †       | 1964 (2), 1972 (1)           |
|        | Roland Juhász       | 2016 (3)                     |
|        | Tamás Kádár         | 2016 (3)                     |
|        | Ádám Pintér         | 2016 (3)                     |
|        | Zoltán Stieber      | 2016 (3)                     |
|        | Loïc Nego           | 2021 (3)                     |
|        | Bendegúz Bolla      | 2024 (3)                     |
|        | Márton Dárdai       | 2024 (3)                     |
|        | Milos Kerkez        | 2024 (3)                     |
|        | Dominik Szoboszlai  | 2024 (3)                     |
|        | Martin Ádám         | 2024 (3)                     |
|        | Barnabás Varga      | 2024 (3)                     |

## Spieler mit den meisten Toren bei Europameisterschaften
| Tore | Spieler          | Jahr (Tore)        |
| ---- | ---------------- | ------------------ |
| 2    | Ferenc Bene †    | 1964 (2), 1972 (0) |
|      | Balázs Dzsudzsák | 2016 (2)           |
|      | Dezső Novák †    | 1964 (2)           |
|      | Ádám Szalai      | 2016 (1), 2021 (1) |
| 1    | Zoltán Gera      | 2016 (1)           |
|      | Lajos Kü         | 1972 (1)           |
|      | Zoltán Stieber   | 2016 (1)           |
|      | Attila Fiola     | 2021 (1)           |
|      | András Schäfer   | 2021 (1)           |
|      | Kevin Csoboth    | 2024 (1)           |
|      | Barnabás Varga   | 2024 (1)           |

Zudem ein Eigentor durch einen isländischen Spieler.
Stand: 23. Juni 2024

## Bei Europameisterschaften gesperrte Spieler
Bisher wurde kein Ungar in einem Endrundenspiel vom Platz gestellt. Gelbe Karten hatten bei nur zwei Spielen 1972 noch keinen Effekt auf das weitere Turnier.
- 2021 erhielt Endre Botka im dritten Gruppenspiel die zweite Gelbe Karte. Da Ungarn ausschied, hat sie keinen Effekt.

## Anteil der im Ausland spielenden Spieler im EM-Kader
Aufgrund der Politik des Ostblocks standen in den beiden ersten EM-Kadern nur in Ungarn spielende Staatsamateure. 44 Jahre später waren dann fast die Hälfte der Spieler „Legionäre“, fünf Jahre später dann mehr als die Hälfte.
| Jahr (Spiele) | Anzahl (Länder) | Spieler (Einsätze) |
| ------------- | --- | --- |
| 1964 (2)      | 0 | |
| 1972 (2)      | 0 | |
| 2016 (4)      | 11 (4 in Deutschland, 1 in Katar, 4 in Polen, 1 in der Slowakei, 1 in der Türkei)                                                                     | Péter Gulácsi, László Kleinheisler (2), Zoltán Stieber (3), Ádám Szalai (4); Krisztián Németh (2); Richárd Guzmics (4), Tamás Kádár (3), Gergő Lovrencsics (2), Nemanja Nikolics (2); Tamás Priskin (2); Balázs Dzsudzsák (4)                                                                                                 |
| 2021 (3)      | 14 (4 in Deutschland, 1 in England 1, 1 in Kroatien, 1 in der Schweiz, 1 in Serbien, 1 in der Slowakei, 2 in der Türkei, 2 in den USA, 1 in Zypern)   | Péter Gulácsi (3), Willi Orban (3), Ádám Szalai (3), Roland Sallai (3); Ádám Nagy (3); László Kleinheisler (3); Ákos Kecskés; Filip Holender; András Schäfer (3); Attila Szalai (3), Kevin Varga (2); Szabolcs Schön (2), Dániel Gazdag; Ádám Lang                                                                            |
| 2024 (3)      | 17 (6 in Deutschland 2, 3 in England 3, 1 in Frankreich 4, 2 in Italien 5, 1 in Kroatien, 1 in der Schweiz, 1 in Südkorea, 1 in den USA, 1 in Zypern) | Márton Dárdai (3), Péter Gulácsi (3), Willi Orban (3), Roland Sallai (3), András Schäfer (3), Attila Szalai (2); Milos Kerkez (3), Callum Styles (1), Dominik Szoboszlai (3); Loïc Nego (0); Botond Balogh (0), Ádám Nagy (3); László Kleinheisler (2); Bendegúz Bolla (3); Martin Ádám (3); Dániel Gazdag (3); Ádám Lang (1) |

Stand: 23. Juni 2024

## Spiele
Die Ungarn bestritten bisher 14 EM-Spiele, davon wurden drei gewonnen. Sieben Spiele wurden verloren und vier endeten mit einem Remis. Die ersten beiden Spiele mussten verlängert werden, wovon je eins gewonnen und verloren wurde.
Die Ungarn nahmen einmal am ersten Spiel der EM teil gegen den Gastgeber. Bei der zweiten Teilnahme fanden die beiden Halbfinalspiele parallel zueinander statt. Zudem gab es noch zwei weitere Spiele gegen einen Gastgeber. 2021 bestritten die Ungarn ihre ersten beiden EM-Heimspiele. Die Ungarn spielten zweimal gegen den späteren Europameister, spielen aber 2021 erstmals gegen den Titelverteidiger. Belgien und Portugal sind die einzigen Gegner, gegen die zweimal gespielt wurde. 2024 kommt ein zweites Spiel gegen Deutschland hinzu.
In keinem Spiel gab es den höchsten Sieg, aber im letzten Spiel gegen Belgien die höchste Niederlage gegen die Belgier.
| Alle EM-Spiele |            |               |           |                  |       |                               |                                                                            |
| Nr.            | Datum      | Gegner        | Ergebnis  | Anlass           | A/H/* | Austragungsort                | Bemerkungen                                                                |
| 1              | 17.06.1964 | Spanien       | 1:2 n. V. | Halbfinale       | A     | Madrid (ESP)                  |                                                                            |
| 2              | 20.06.1964 | Dänemark      | 3:1 n. V. | Spiel um Platz 3 | *     | Barcelona (ESP)               |                                                                            |
| 3              | 14.06.1972 | Sowjetunion   | 0:1       | Halbfinale       | *     | Brüssel (BEL)                 |                                                                            |
| 4              | 17.06.1972 | Belgien       | 1:2       | Spiel um Platz 3 | A     | Lüttich (BEL)                 |                                                                            |
| 5              | 14.06.2016 | Österreich    | 2:0       | Gruppenspiel     | *     | Bordeaux (FRA)                |                                                                            |
| 6              | 18.06.2016 | Island        | 1:1       | Gruppenspiel     | *     | Marseille (FRA)               |                                                                            |
| 7              | 22.06.2016 | Portugal      | 3:3       | Gruppenspiel     | *     | Décines-Charpieu (Lyon) (FRA) |                                                                            |
| 8              | 26.06.2016 | Belgien       | 0:4       | Viertelfinale    | *     | Toulouse (FRA)                |                                                                            |
| 9              | 15.06.2021 | Portugal (TV) | 0:3       | Gruppenspiel     | H     | Budapest                      |                                                                            |
| 10             | 19.06.2021 | Frankreich    | 1:1       | Gruppenspiel     | H     | Budapest                      |                                                                            |
| 11             | 23.06.2021 | Deutschland   | 2:2       | Gruppenspiel     | A     | München (DEU)                 | Erstes Wettbewerbsspiel gegen Deutschland seit dem WM-Finale 1954          |
| 12             | 15.06.2024 | Schweiz       | 1:3       | Gruppenspiel     | *     | Köln (DEU)                    |                                                                            |
| 13             | 19.06.2024 | Deutschland   | 0:2       | Gruppenspiel     | *     | Stuttgart (DEU)               | Erste Pflichtspielniederlage gegen Deutschland seit dem WM-Finale von 1954 |
| 14             | 23.06.2024 | Schottland    | 1:0       | Gruppenspiel     | A     | Stuttgart (DEU)               |                                                                            |

## Rekorde
- Gábor Király löste am 14. Juni 2016 Lothar Matthäus mit 40 Jahren und 74 Tagen als ältesten EM-Spieler ab und steigerte den Rekord auf 40 Jahre und 86 Tage im letzten Spiel. Der Rekord wurde 2024 von Pepe (Portugal) zunächst mit 41 Jahre und 113 überboten und anschließend um vier weiter Tage gesteigert.